# 本条村
本条村（ほんじょうむら）は、かつて新潟県北蒲原郡にあった村。

## 沿革
- 1889年（明治22年）4月1日 - 町村制施行に伴い本郷村、西条村、江上村、加賀新村、館越村、久保田村、並槻村、野中村、羽黒村、赤川村の区域を以って北蒲原郡本条村が発足。
- 1901年（明治34年）11月1日 - 中条町・柴橋村と合併し、改めて中条町が発足。同日本条村廃止。